# Pococera griseella
Pococera griseella is een vlinder uit de familie van de snuitmotten (Pyralidae). De wetenschappelijke naam van de soort is voor het eerst geldig gepubliceerd in 1924 door Barnes & Benjamin.